# 鉄道に関する技術上の基準を定める省令
鉄道に関する技術上の基準を定める省令（てつどうにかんするぎじゅつじょうのきじゅんをさだめるしょうれい）は、鉄道に関しての技術基準を定めた府省令。

## 概要
鉄道営業法（明治33年法律第65号）第1条の規定に基づいて制定されたもので、全11章120条からなる。
- 公布:2001年（平成13年）12月25日
- 施行:2002年（平成14年）3月31日

それまでの旧5省令（普通鉄道構造規則、特殊鉄道構造規則、新幹線鉄道構造規則、鉄道運転規則および新幹線鉄道運転規則）を一元統合した。近年叫ばれている規制緩和・官から民への流れに従い、従来の「省令に則っていることイコール安全」という考え方を改め、近年のIT・新技術への対応とともに、政府の関与する割合を最低限とし、それ以外は鉄道事業者の自己責任に基づくことを基本に、内容を仕様規定から性能規定へと技術基準の全面的、抜本的な改正を行った。
これにより、性能規定化された同省令、他省令外規則の範囲内で鉄道事業者は各々の実情にあった技術基準を策定し、これを実施基準として国土交通大臣等に届出なければならない。また、国も審査等を行うに必要となる、具体的で数値化した解釈基準（鉄道に関する技術上の基準を定める省令等の解釈基準 国土交通省鉄道局長通知 平成14年3月8日国鉄技第157号）を定めて対応している。
この解釈基準に適合していれば、自動的に本省令の内容にも適合していると見なされるので、鉄道事業者は解釈基準に沿った形で各種施策を実施している例もあるが、この解釈基準は局長通知であり法的拘束力がない。そのため、解釈基準によらない内容で審査を受けることもあるが、この場合は同法に基づき審査を行うが、審査官の裁量により判断が異なることも多々見受けられる。

## 構成
- 第一章　総則（第1条 - 第8条）
- 第二章　係員（第9条 - 第11条）
- 第三章　線路
  - 第一節　軌間（第12条）
  - 第二節　線路線形（第13条 - 第19条）
  - 第三節　建築限界（第20条）
  - 第四節　施行基面の幅及び軌道中心間隔（第21条・第22条）
  - 第五節　線路構造（第23条 - 第25条）
  - 第六節　建築物（第26条）
  - 第七節　安全設備（第27条 - 第32条）
  - 第八節　線路標（第33条）
- 第四章　停車場
  - 第一節　停車場（第34条 - 第37条）
  - 第二節　車庫等（第38条）
- 第五章　道路との交差（第39条・第40条）
- 第六章　電気設備
  - 第一節　電路設備（第41条 - 第48条）
  - 第二節　変電所等設備（第49条）
  - 第三節　電気機器等設備（第50条・第51条）
  - 第四節　雑則（第51条の2 - 第53条）
- 第七章　運転保安設備
  - 第一節　信号保安設備（第54条 - 第59条）
  - 第二節　保安通信設備（第60条・第61条）
  - 第三節　踏切保安設備（第62条）
  - 第四節　雑則（第63条）
- 第八章　車両
  - 第一節　車両限界（第64条）
  - 第二節　車両の重量等（第65条・第66条）
  - 第三節　車両の走行装置等（第67条 - 第69条）
  - 第四節　車体の構造及び車両の装置（第70条 - 第82条）
  - 第五節　車両の火災対策等（第83条 - 第85条）
  - 第六節　動力車を操縦する係員が単独で乗務する列車等の車両設備（第86条）
- 第八章の二　その他の設備（第86条の2）
- 第九章　施設及び車両の保全（第87条 - 第91条）
- 第十章　運転
  - 第一節　積載制限等（第92条・第93条）
  - 第二節　列車の運転（第94条 - 第108条）
  - 第三節　車両の運転（第109条 - 第111条）
  - 第四節　鉄道信号（第112条 - 第119条）
- 第十一章　特殊鉄道（第120条）
- 附則